# Јахја-пашина џамија у Београду
Јахја-пашина џамија, позната још као Имарет и Синџирли џамија била је једна од београдских џамија. Изградио ју је смедеревски санџакбег Мехмед-паша Јахјапашић 1548/49. године, а срушена је 1878. године. Налазила се на прометном месту у Доњој чаршији на Дорћолу.

## Историјат
Џамија се налазила у Доњој чаршији на Битпазару односно на простору дорћолског угла, између садашњих улица Цара Душана (некада Видинска), Дубровачке (Кафанска), Скендер-бегове и Книћанинове. О њеној локацији сведочи и Капер који бележи да је на Бит-пазару тражио „Уста-Хасана, лулеџију који живи код Џинџирли џамије”.
По хронистику изнад врата џамије који је превео Евлија Челебија, Јахја-пашину џамију изградио је син Јахја-паше, Мехмед-паша Јахјапашић, смедеревски санџакбег 1548/49. Поред ње, Јахјапашић је изградио мердесу, каравансарај и имарет због којег се вероватно она назвала Имарет џамијом. Наводи се да је била једна од најлепших и највећих џамија у вароши, а налазила се у склопу јавних грађевина које је Мехмед-паша Јахјапашић подигао као прву скупину јавних зграда после 1521. године. Страдала је 1688. године, а за време аустријске окупације (1717—1739) служила је фрањевцима. Обновљена је 1741. године из ђумрука и из вакуфа Јахја-паше Хатибзада, а срушена 1878. године.
Архитектура првобитне џамије разликовала се од архитектуре обновљене џамија. Према Евлији Челебији, имала је главну куполу од лаког материјала, четири бочне куполе прекривене оловом, предворје и бочне тремове с куполама које су такође биле прекривене оловом. Након обнове била је џамија уобичајеног типпа од камена, с квадратном основом и заданом калотом. Дужина квадратне основе износила је око 14 м.
Јахја-пашину џамију је народ од 19. века називао Синџирли-џамијом. Елезовић истиче да је то било зато што је имала неке ланце који су висили изнад врата, а који нису били реткост на џамијама и спречавали су стоку да проваљује унутра. Трајковић бележи да су ланци били омотани око минарета: „...синџирли-џамија у Душановој улици, на месту где је данас парно купатило, имала је она око свога минарета многе окачене синџире, о којима су висила повећа кандила, горећи по целу ноћ“.
Према Ђ. Б. Бродану „на великом тргу је била једна разваљена џамија и поред ње остаци турског бунара. Звала се Сингиргиами, од Сингир, ланци, и гиами, џамија, зато што је као порте неких наших цркава, била окружена ланцима везаним за кочиће“. Евлија Челебија пише о Имарет џамији следеће: „Будући да се ова налази у Доњој чаршији на прометном месту, она је добро посећена. Премда јој средишња купола није грађена од тврдог материјала, ипак су јој побочне куполе у сва четири угла, предворје и побочни тремови покривени оловом. Ова светла џамија је понос шехера Београда. Над њеним вратима са југоисточне стране налази се натпис који гласи: Кад Зејни виде (њено довршење) рече јој хроностих: Богомоља сљедбеника свјетлог божјег посланика. 955 (1548/49).
У Београду је као муфтија умро некадашњи шејху-л-ислам Абдуррахим ефендија па је сахрањен испред михраба ове џамије“. У њеном дворишту се налазио и гроб Мунири ефендије.